# Caecidotea hobbsi
Caecidotea hobbsi är en kräftdjursart som först beskrevs av Maloney 1939.  Caecidotea hobbsi ingår i släktet Caecidotea och familjen sötvattensgråsuggor. Inga underarter finns listade i Catalogue of Life.